# Davissches Gesetz
Das Davis’sche Gesetz (englisch Davis’ law) ist ein Begriff aus der Anatomie und Physiologie. Es erklärt, wie sich Bindegewebe aufgrund von mechanischen Belastungen anpasst. Das Davis’sche Gesetz ist eine Erweiterung bzw. Spezialisierung des Wolffschen Gesetzes, welches sich ursprünglich nur auf den Knochenaufbau bezog.
Das Davis’sche Gesetz kann zusätzlich als eine konkrete Anwendung des Mechanostat Modells von Harold Frost gesehen werden, welches in erster Linie für die Beschreibung der Anpassungsfähigkeit von Knochen entwickelt wurde. In späteren Publikationen von Frost wandte er das Mechanostat Model jedoch auch auf fibrilläre Kollagengewebe wie Bänder, Sehnen und Faszien an. Das Dehnungs-Hypertrophie-Gesetz (stretch-hypertrophy rule) des Models besagt darin:
„Beständig wiederholte Dehnungen bewirken solange eine Hypertrophie der belasteten kollagenen Gewebe, bis durch den erzielten Stärkezuwachs das Ausmaß von deren Dehnungs-Nachgiebigkeit in zumindest minimaler Weise reduziert wird.“
Ähnlich wie beim Knochengewebe kommt es zu dieser Anpassungsreaktion jedoch nur dann, wenn die mechanische Belastung einen bestimmten Schwellenwert überschreitet. Harold Frost schlug vor, dass dieser Schwellenwert bei derben kollagenhaltigen Bindegeweben bei 23 N/mm² bzw. bei einer 4%igen Dehnung liegen dürfte. Im sportlichen Anwendungsbereich wird insbesondere beim Faszientraining auf das Davis’sche Gesetz Bezug genommen.

## Ursprung
Das Davis’sche Gesetz bezieht sich auf Henry Gassett Davis, einen amerikanischen orthopädischen Chirurgen (geb. 1807 in Maine, gest. 1896 in Massachusetts), der das von ihm postulierte Gesetz in seinem Buch „Conservative Surgery“ folgendermaßen beschrieb:
„Bänder sowie alle anderen Weichgewebe werden sich durch zusätzliche Materialansammlung verlängern, sofern sie ständigen Zugbelastungen von zumindest moderater Stärke ausgesetzt sind. Umgekehrt werden sich diese Gewebe, wenn sie sich ohne Unterbrechung für längere Zeit in einer verkürzten oder losen Position befinden, allmählich verkürzen. Letzteres geschieht, indem sie so viel überschüssiges Material abbauen, bis sie dadurch dasselbe Bezugsverhältnis zu den knöchernen Strukturen wieder hergestellt haben wie vor ihrer Verkürzung. Die Natur verschwendet niemals Zeit oder Material darauf die ursprüngliche Länge eines Muskels oder Bands aufrecht zu erhalten, wenn der Abstand zwischen deren Ursprung und Ansatz für längere Zeit beständig verkürzt wird.“
Davis wandte dieses Gesetz auch zur Erklärung von Skoliosen an. Damit stand er im Widerspruch zu Aussagen anderer Experten seiner Zeit. So widerspricht Davis in „Conservative Surgery“ den von Louis Bauer vom „Brooklyn Medical and Surgical Institute“ veröffentlichten Aussagen, dass „die Verkürzung von Bändern eine physiologische Unmöglichkeit“ wäre. 